# 斯特朗賽島
斯特朗賽島（英語：Stronsay）是蘇格蘭的島嶼，位於北海海域，屬於奧克尼群島的一部分，長10公里、寬9.5公里，面積32.75平方公里，最高點海拔高度44米，2001年人口343。
59°07′N 2°36′W / 59.117°N 2.600°W